# Stazione di Penge Ovest
La stazione di Penge Ovest (in inglese Penge West station) è una stazione ferroviaria situata lungo la linea Londra-Brighton, posta a servizio del quartiere di Penge, nel borgo londinese di Bromley.

## Movimento
L'impianto è servito dai treni della linea Windrush della London Overground, erogati da Arriva Rail London per conto di Transport for London.

## Servizi
La stazione dispone dei seguenti servizi:
- Biglietteria a sportello
- Biglietteria self-service
- Servizi igienici
- Parcheggio di scambio